# Pieter Jacob Teding van Berkhout

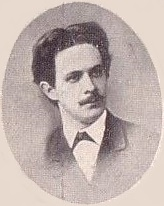
Jhr. mr. P.J. Teding van Berkhout

Pieter Jacob Teding van Berkhout (Amsterdam, 27 mei 1847 - Baarn, 22 april 1885) was een Nederlands burgemeester.

## Leven en werk
Jhr. mr. P.J. Teding van Berkhout, lid van de familie Teding van Berkhout, was een zoon van jhr. mr. Pieter Jacob Teding van Berkhout (1810-1892), lid van provinciale staten van Noord-Holland en raadsheer bij het gerechtshof van Amsterdam, en Hieronyma Maria Antonia Fortunata barones van Slingelandt (1814-1875). Hij trouwde met Sara Maria Ketelaar (1847-1929); uit dit huwelijk werden drie kinderen geboren. Hij studeerde rechten. In 1872 werd hij benoemd tot burgemeester van Hasselt. Op 30 mei 1880 volgde hij mr. J.H.M. baron Mollerus van Westkerke op als burgemeester van Baarn en Eemnes.
Teding van Berkhout overleed op 37-jarige leeftijd in Baarn. De Teding van Berkhoutstraat in Baarn is naar hem vernoemd.
- Gemeinsame Normdatei: 1045256633
- Virtual International Authority File: 305440021
- WorldCat: E39PBJpJ9wTCWGpVfVP4tVhJXd